# Vincitrici del titolo di Regina continentale
La seguente è la lista delle concorrenti di Miss Mondo che hanno vinto il titolo di Regina continentale.

## 1981-1988
| Anno | Americhe                                    | Africa                      | Asia                        | Europa                         | Oceania                              |
| ---- | ------------------------------------------- | --------------------------- | --------------------------- | ------------------------------ | ------------------------------------ |
| 1981 | Venezuela Pilín León                        | Zimbabwe Juliet Nyathi      | Giappone Naomi Kishi        | Regno Unito Michele Donnelly   | Australia Melissa Hannan             |
| 1982 | Rep. Dominicana Mariasela Álvarez           | Zimbabwe Caroline Murinda   | Filippine Sara-Jane Areza   | Finlandia Sari Aspholm         | Australia Catherine Morris           |
| 1983 | Colombia Rocío Isabel Luna Flórez           | Liberia Annie Broderick     | Israele Yi'fat Schechter    | Regno Unito Sarah-Jane Hutt    | Australia Tanya Bowe                 |
| 1984 | Venezuela Astrid Carolina Herrera Irrazábal | Kenya Khadija Adam Ismail   | Israele Iris Louk           | Regno Unito Vivienne Rooke     | Australia Lou-Anne Ronchi            |
| 1985 | Stati Uniti Brenda Denton                   | Zaire Kayonga Mureka Tete   | Israele Maja Wechtenhaim    | Islanda Hólmfríður Karlsdóttir | Nuova Zelanda Sheri Anastasia Burrow |
| 1986 | Trinidad e Tobago Giselle Laronde           | eSwatini Ilana Faye Lapidos | Filippine Sherry Rose Byrne | Danimarca Pia Rosenberg Larsen | Nuova Zelanda Lynda Marie McManus    |
| 1987 | Venezuela Albany Lozada                     | Nigeria Mary Bienoseh       | Hong Kong Pauline Yeung     | Austria Ulla Weigerstorfer     | Guam Francel Caracol                 |
| 1988 | Venezuela Emma Rabbe                        | Kenya Dianna Naylor         | Corea del Sud Choi Yeon-hee | Islanda Linda Pétursdóttir     | Australia Catherine Bushell          |

## 1989
| Anno | Americhe             | Africa                             | Asia                           | Oceania                   | Caraibi                              | Europa                  |
| ---- | -------------------- | ---------------------------------- | ------------------------------ | ------------------------- | ------------------------------------ | ----------------------- |
| 1989 | Canada Leanne Caputo | Mauritius Jeanne-Françoise Clement | Thailandia Prathumrat Woramali | Australia Natalie McCurry | Isole Vergini Americane Vania Thomas | Polonia Aneta Kręglicka |

## 1990-2004
| Anno | Americhe                        | Africa                          | Asia & Oceania                      | Caraibi                         | Europa                      |
| ---- | ------------------------------- | ------------------------------- | ----------------------------------- | ------------------------------- | --------------------------- |
| 1990 | Stati Uniti Gina Marie Tolleson | Kenya Aisha Lieberg             | Nuova Zelanda Adele Valerie Kenny   | Giamaica Erica Aquart           | Irlanda Siobhan McClafferty |
| 1991 | Venezuela Ninibeth Leal         | eSwatini Diana Tilden-Davis     | Australia Leanne Buckle             | Giamaica Sandra Foster          | Turchia Dilek Koruyan       |
| 1992 | Venezuela Francis Gago          | eSwatini Amy Kleinhans          | Thailandia Metinee Kingpayome       | Bahamas Jody Barbara Weech      | Russia Julia Kourotchkina   |
| 1993 | Venezuela Mónica Lei Scaccia    | eSwatini Palesa Mofokeng        | Filippine Sharmaine Ruffa Gutierrez | Giamaica Lisa Hanna             | Croazia Fani Čapalija       |
| 1994 | Venezuela Irene Ferreira        | Sudafrica Basetsane Makgalemele | India Aishwarya Rai                 | Isole Cayman Anita Lilly Bush   | Croazia Branka Bebić        |
| 1995 | Venezuela Jacqueline Aguilera   | Sudafrica Bernelee Daniell      | Corea del Sud Choi Yoon-young       | Trinidad e Tobago Michelle Khan | Croazia Anica Martinović    |
| 1996 | Colombia Carolina Arango        | Sudafrica Peggy-Sue Khumalo     | India Rani Jeyraj                   | Aruba Afranina Henríquez        | Grecia Irene Skliva         |
| 1997 | Stati Uniti Sallie Toussaint    | Sudafrica Jessica Motaung       | India Diana Hayden                  | Giamaica Michelle Moodie        | Turchia Çağla Şikel         |
| 1998 | Cile Daniella Campos            | Sudafrica Kerishnie Naicker     | Malaysia Lina Teoh                  | Giamaica Christine Straw        | Israele Linor Abargil       |
| 1999 | Venezuela Martina Thorogood     | Sudafrica Sonia Raciti          | India Yukta Mookhey                 | Giamaica Desiree Depass         | Israele Jenny Chervoney     |
| 2000 | Uruguay Katja Thomsen           | Kenya Yolanda Masinde           | India Priyanka Chopra               | Curaçao Jozaine Wall            | Italia Giorgia Palmas       |
| 2001 | Nicaragua Ligia Argüello        | Nigeria Agbani Darego           | Cina Bing Li                        | Aruba Zizi Lee                  | Scozia Juliet-Jane Horne    |
| 2002 | Colombia Natalia Peralta        | Nigeria Chinenye Ochuba         | Cina Wu Ying-Na                     | Aruba Rachelle Oduber           | Turchia Azra Akın           |
| 2003 | Canada Nazanin Afshin-Jam       | Etiopia Hayat Ahmed Mohammed    | Cina Guan Qi                        | Giamaica Jade Fulford           | Irlanda Rosanna Davison     |
| 2004 | Perù María Julia Mantilla       | Nigeria Anita Uwagbale          | Filippine Maria Karla Bautista      | Rep. Dominicana Claudia Cruz    | Polonia Katarzyna Borowicz  |

## 2005-2006
| Anno | Americhe             | Africa                     | Asia-Pacifico              | Caraibi                  | Europa del Nord               | Europa del Sud        |
| ---- | -------------------- | -------------------------- | -------------------------- | ------------------------ | ----------------------------- | --------------------- |
| 2005 | Messico Dafne Molina | Tanzania Nancy Sumari      | Corea del Sud Oh Eun-young | Porto Rico Ingrid Rivera | Islanda Unnur Vilhjálmsdóttir | Italia Sofia Bruscoli |
| 2006 | Brasile Jane Borges  | Angola Stiviandra Oliveira | Australia Sabrina Houssami | Giamaica Sara Lawrence   | Rep. Ceca Taťána Kuchařová    | Romania Ioana Boitor  |

## 2007-2012
| Anno | Americhe                     | Africa                     | Asia & Oceania             | Caraibi                             | Europa                         |
| ---- | ---------------------------- | -------------------------- | -------------------------- | ----------------------------------- | ------------------------------ |
| 2007 | Messico Carolina Morán       | Angola Micaela Reis        | Cina Zhang Zilin           | Trinidad e Tobago Valene Maharaj    | Svezia Annie Oliv              |
| 2008 | Venezuela Hannelly Quintero  | Angola Brigith dos Santos  | India Parvathy Omanakuttan | Trinidad e Tobago Gabrielle Walcott | Russia Ksenija Suchinova       |
| 2009 | Messico <Perla Beltrán       | Sudafrica Tatum Keshwar    | Corea del Sud Kim Joo-ri   | Barbados Leah Marville              | Gibilterra Kaiane Aldorino     |
| 2010 | Stati Uniti Alexandria Mills | Botswana Emma Wareus       | Cina Xiao Tang             | Saint Lucia Aiasha Gustave          | Irlanda Emma Britt Waldron     |
| 2011 | Venezuela Ivian Sarcos       | Sudafrica Bokang Montjane  | Filippine Gwendoline Ruais | Porto Rico Amanda Vilanova          | Inghilterra Alize Lily Mounter |
| 2012 | Brasile Mariana Notarângelo  | Sudan del Sud Atong Demach | Cina Yu Wenxia             | Giamaica Deana Robbins              | Galles Sophie Moulds           |

## 2013
| Anno | America                | Africa                    | Asia                  | Oceania                | Caraibi                | Europa                   |
| ---- | ---------------------- | ------------------------- | --------------------- | ---------------------- | ---------------------- | ------------------------ |
| 2013 | Brasile Sancler Frantz | Ghana Naa Okailey Shooter | Filippine Megan Young | Australia Erin Holland | Giamaica Gina Hargitay | Francia Marine Lorphelin |